# Полерн
Полерн (нем. Pohlern) — коммуна в Швейцарии, в кантоне Берн. 
Входит в состав округа Тун. Население составляет 259 человек (на 31 декабря 2006 года). Официальный код — 936.